# Bese Gergő
Bese Gergő Péter (Budapest, 1983. július 23. – ) magyar katolikus pap, közéleti személyiség, 2024. szeptember 6-i menesztéséig Dunavecse plébánosa.
Aktívan részt vett az Orbán-kormányok nyilvános hitéleti-hitközösségi szervezésében, valamint a kormányközeli média és sajtóorgánumok egyik legtöbbet megjelenített és közvetített egyházi személyisége volt. 2024 őszén kirobbant botránya, amelynek során kiderült, hogy – miközben a nyilatkozataiban következetesen szembehelyezkedett az LMBTQ közösség érdekvédelmi törekvéseivel – rendszeresen folytatott intim kapcsolatot más férfiakkal, továbbá meleg-összejöveteleket látogatott, szexuális tevékenységéről videó és képes tartalom készült és terjedt az internetes közösségben, Bábel Balázs érsek felfüggesztette, az ötödik Orbán-kormány és annak médiafelületei pedig eltávolították a vele kapcsolatos anyagokat.

## Élete
Budapesten született, gyerekkorát Máriabesnyőn töltötte. A családban ő volt a második gyermek. Édesapját ötéves korában veszítette el (gyilkosság áldozata lett), a család számos nehézségen ment keresztül és édesanyja egyedül nevelte fel Gábor nevű bátyjával.

### Tanulmányai
Az általános iskolát Máriabesnyőn, a középiskolát pedig Gödöllőn végezte.
Felsőfokú tanulmányait 2002-ben kezdte meg az Eötvös Loránd Tudományegyetem Természettudományi Karán, földrajz szakon, majd 2003-ban átiratkozott a Sapientia Szerzetesi Hittudományi Főiskolára, ahol hittanárnak és lelkipásztori munkatársnak tanult. Kivette a részét kirándulások és zarándoklatok szervezésében is.
2007 és 2010 között a Csömörön található Mátyás király Általános Iskolában volt földrajz és német nyelvtanár, utóbbihoz külön német nemzetiségi tanítói képzést végzett el. Később felvételt nyert a Kalocsa-Kecskeméti főegyházmegyébe, s egy évig a Központi Papnevelő Intézetben tanult, majd plébániai gyakorlat gyanánt Kiskunhalasra küldték, miközben hittanár volt a Szent József Katolikus Általános Iskolában. 2012-től Kiskunfélegyházán végezte a tanulmányait. Ugyanezen év december 26-án került sor diákónussá való felszentelésére. Pappá Kecskeméten szentelték fel 2013. június 29-én és újmisésként a kiskunfélegyházi Óplébánián kezdte meg papi szolgálatát.

## Munkássága
A tanév végeztével a bencések megbízásából iskolalelkész volt Balatonfüreden és Budaörsön, 2014-től a Pannonhalmi Apátság szárnya alatt dolgozott. A bencésekkel Bese még Kiskunfélegyházán került kapcsolatba, ahol a rend egy iskolát vett irányítása alá. Először Füred, Pannonhalma és Budaörs között ingázva tanított, majd Balatonfüreden igazgatóhelyettes lett.
2024-es botránya kirobbanásakor néhány volt diákja nyilvánosságra hozta, hogy Bese középiskolai munkája konfliktusokkal volt teli, sőt Kiskunfélegyházáról azért helyezték át Budaörsre, mert jogtalanul adott e-learning hozzáférést néhány kollégistának. Egy másik volt diák is utóbb arról számolt be, hogy Bese intim közeledést folytatott fiatal fiúk felé.
Ekkoriban végzett tevékenysége sem volt kimondottan példamutató, sőt hiába jelentkezett több főpásztornál is szolgálatra, zömük elutasította. A problémákat a személyiségében rejlő súlyos gondok idézték elő. A kalocsa–kecskeméti érsekkel is nagyon hamar megromlott a viszonya, emiatt került Bese Pannonhalmára, de ott is elsősorban látványos eseményeken mutatkozott. A Szemlélek katolikus magazin papszédelgés-nek nevezte írásában Bese korábbi tevékenységét, amelyet politikai szereplése előtt folytatott, míg a papi hivatással összeegyeztethetetlen, képmutató életmódját gazemberségnek nevezte.

### Publicisztikai és közéleti tevékenység
Bese aktív publicisztikai tevékenységet folytatott a Vasárnap.hu vallási témájú weboldalon és rendkívül aktívan támogatta a Fidesz–KDNP-t, illetve Orbán Viktort. Tevékenysége viszont konfliktusokat szült személye körül, mivel nagyon aktívan fejtette ki a véleményét olyan dolgokról, amely gyakori témája a kormány retorikájának és a kormányközeli média tartalmainak. Bírálta és keményen támadta az LMBT csoportokat, a homoszexualitást, a médiában tapasztalható erős szexualitást, a vélt vagy valós keresztényellenességet, sőt az ellenzéki pártokat és politikusokat. Iskolalelkészként a „777” című keresztény szellemiségű blog szerkesztője volt, illetőleg a kormányközeli Mandiner.hu hírportál is gyakran biztosított neki felületet cikkei megjelentetésére. Az egyik ilyen cikkében a Star Wars filmeket jó vallási útmutatónak nevezte, mivel a jedik jelentik az apostolokat és vértanúkat, a sithek pedig a sátán megtestesítői, míg Yoda mestert tibeti szerzeteshez hasonlította. Egy másik cikkében az ellenzéki szavazókat azzal vádolta, hogy voksukkal támogatják a vidéki templomok tömeges bezárását. Egyik alkalommal még Tóth Gabi énekesnőt is bírálta a válása miatt. Gyakran támadta Hodász András volt katolikus papot, a Szemlélek portál szerkesztőjét, aki vállalta homoszexualitását.
A kormány munkáját, különösen annak családpolitikáját méltatta. A Mandineren megjelent írásában például az akkori Visegrádi Együttműködés miniszterelnökei gyerekeinek számát hasonlította össze Orbán Viktor öt gyermekével, arra a megállapításra jutva, hogy Európa legnagyobb családját tudhatja magáénak a magyar miniszterelnök.
Rendszeres résztvevője volt a Civil Összefogás Fórum Békemeneteinek, a Fidesz szervezésében megrendezésre kerülő Tranzit Fesztiválnak, az Eredményváró rendezvénynek és Orbán Viktor évértékelő beszédeinek.
A vele szemben kritikus cikkek többek között „NER-celeb” papnak vagy „sztárpap”-nak, a Fidesz „házi papjának” is gúnyolták, aki növelte a személye körüli konfliktusokat azzal, hogy felszentelte a Fidesz médiájába tartozó Megafon Központot, a Karmelita kolostort, sőt több alkalommal Orbán Viktor miniszterelnök irodájának épületét is. Utóbbi alkalommal Semjén Zsolt tartotta a kezében a szenteltvízzel teli edényt, amelyről fényképek is tanúskodnak. Ezenkívül a Bese irányítása alatt álló családi egyesületek is legalább 100 millió forintos támogatást nyertek.

## Szexbotránya
2024. szeptember 6-án kerültek napvilágra információk Bese Gergővel kapcsolatban, hogy a dunavecsei plébános homoszexuális viszonyt folytat férfiakkal, sőt ilyen jellegű partikat látogat, azonkívül melegpornóoldalakra is regisztrált. Homoszexuális tevékenységéről pornográf videó és képes tartalom készült, amely felkerült az internetre. 
A botrány híre futótűzként terjedt el a médiában, így számtalan csatorna, újság és portál második „Szájer-ügyet” kezdett el emlegetni, hozzátéve, hogy Bese esete azt is meghaladja. Információk szerint a kormány köreiben már jóval korábban tudhattak Bese Gergő kettős életéről, míg a kormányhoz és párthoz közeli média mellőzte az ügyet, noha az eset (tekintettel Bese korábbi tevékenységeire, amiket közpénzekből is finanszíroztak) egyházközéleti és  közéleti jelentőségű. Az ügy emiatt tovább növelte az aggályokat a jogállamisággal, a független média hiányával és az információhoz való szabad joghoz való hozzáféréssel kapcsolatban. A Tisztelet és Szabadság Párt elnöke, Magyar Péter úgy nyilatkozott a Bese-ügyről, hogy a Fidesz megfigyeltet embereket és szükség esetén a különböző módszerekkel szerzett információkat felhasználja zsarolásra.
A Kalocsa-Kecskeméti Főegyházmegye az ügyben vizsgálatot kezdett, Besét pedig Bábel Balázs érsek előbb csak néhány napos lelkigyakorlatra küldte, majd az ügy kipattanása után azonnali hatállyal felfüggesztette a lelkipásztori tevékenység végzése alól. A botrányt követően azonnal elérhetetlenné vált Bese valamennyi cikke a Vasárnap.hu-n, illetőleg a miniszterelnök Facebook-oldalán sem voltak már láthatók azok a fényképek, amelyeken Orbán Viktor és Bese Gergő együtt szerepelnek. Szintén elérhetetlenné váltak Bese korábbi profiljai és lapjai a közösségi médiában, a kormányközeli médiafelületek pedig teljes hallgatásba burkolóztak az üggyel kapcsolatban. A Vasárnap.hu csak rövid közleményben tudatta, hogy nem működnek együtt Bese Gergővel, indoklásként is csupán annyi szerepel, hogy Kalocsa-Kecskeméti Főegyházmegye érseke felfüggesztette Besét a papi szolgálat alól.
A médiában tett korábbi megnyilatkozásai miatt Besét súlyos bírálatok érték, nyíltan képmutatással vádolták. Az egyikük felemlegette a Tóth Gabit ért bírálatát, amelyben akkor úgy fogalmazott Bese a Demokrata című lapnak, miszerint az énekesnő válási botránya előtt „közvetlenül is hangoztatta a keresztény, családvédő meggyőződését, miközben már benne járhatott a bűnben.” A kritika szerint Bese is pontosan így cselekedett, szembe ment az általa képviselt és gyakran hangoztatott értékekkel, s évekig úgy tett, mintha mi sem történt volna. Orbán Viktor miniszterelnök is csak annyival kommentálta dolgot, hogy az egyházi személyek ügyei az egyházakhoz tartoznak.
Bese egy közleményt juttatott el a 777 szerkesztőségének, amelyben úgy nyilatkozott vétett az egyház és a közösség ellen, hibát követett el, mivel hagyta, hogy mások rászedjék (arra nem tért ki pontosan kik tették ezt), s „elveszítette” józan ítélőképességét. Kiemelte még azt is, hogy botrányát felhasználva akarnak most mások az egyháznak kárt okozni. Bese ugyanakkor bejelentette, hogy a elkövetkező időben szeretne csendben visszavonulni és bűnbánatot tartani.
Felmerült a gyanú, hogy a pornográf videókat maga Bese készíthette, viszont nem tudni ki hozta azokat nyilvánosságra. Bese állítólag már korábban is jelezte Bábel Balázs püspöknek, hogy kompromittáló videók készültek róla, de azt állította, hogy elkábították őt. A videók viszont ezen állítását cáfolják, ugyanis teljesen józannak látszik a felvételeken, sőt aktív résztvevője az aktusnak.
Lukácsi Katalin, a Kereszténydemokrata Néppárt egykori tagja felháborítónak találta, hogy Besét, amíg lehetett, a Fidesz-kormány kihasználta a maga részére, majd a botrány kirobbanása után úgy tesznek, mintha semmi közük se lenne hozzá. Lukácsi szerint a legfőbb botrány nem Bese titkos élete, hanem a párt számára végzett, sokszor gyűlöletkeltő propagandája. Lukácsi úgy látja még drámaibb Bese közleménye, amelyben a történteket az egyház elleni támadásként aposztrofálja, ezért esete összefügg Novák Katalin kegyelmezési ügyével, ahol Balog Zoltán élt hasonló reakcióval.
A nyilvánosságra kerülés kapcsán is több feltevés lengi be az ügyet, így titkosszolgálati szálat, a Fidesz érintettségét, sőt szerelmi féltékenységet is emlegetnek.

## A botrány után
Miután botránya már nem szerepelt a vezető hírekben, Bese hozzálátott ügyei rendezéséhez, mivel, mint mondta, nem szeretné, ha pályafutása ezzel érne véget. Hozzátette, hogy a hívek korábbi pozitív visszajelzései okán bízik, s szerinte küldetése az egyházelleneseknek nem tetszik, akik fröcsögve elutasítják Istent. Bese Ausztriában kívánná folytatni papi munkáját, s négy püspököt keresett már meg ez ügyben.
A távlati terveivel kapcsolatos véleményeket továbbra is mesterséges hisztériakeltésnek titulálta. Úgy látja a sajtó üldözi őt, de közben elsiklanak mások (celebek, sőt papok) által elkövetett gyermekmolesztálási ügyek fölött, továbbá a hírekben, szerinte, eltorzítják a valóságot.
Egyik megosztásában visszautasította azt, hogy a politika üldözné a botránya miatt, s nem áll konfliktusban egyházi vezetőkkel, így Bábel Balázs érsekkel sem.

## Díjai, elismerései
- Pro Iuventute-díj